# Oedura fimbria
Espèce
Oedura fimbria est une espèce de gecko de la famille des Diplodactylidae.

## Répartition
Cette espèce est endémique d'Australie-Occidentale.

## Description
Oedura fimbria mesure jusqu'à 104 mm. C'est une espèce ovipare qui pond deux œufs à la fois.

## Étymologie
L'épithète spécifique, fimbra vient du latin et signifie « frange », en référence aux franges visibles sur les côtés des doigts.

## Publication originale
- Oliver & Doughty, 2016 : Systematic revision of the marbled velvet geckos (Oedura marmorata species complex, Diplodactylidae) from the Australian arid and semi-arid zones. Zootaxa, no 4088 (2), p. 151–176.